# Schmitten (Bergisch Gladbach)
Schmitten ist ein Ortsteil im Stadtteil Kaule von Bergisch Gladbach. 

## Geschichte

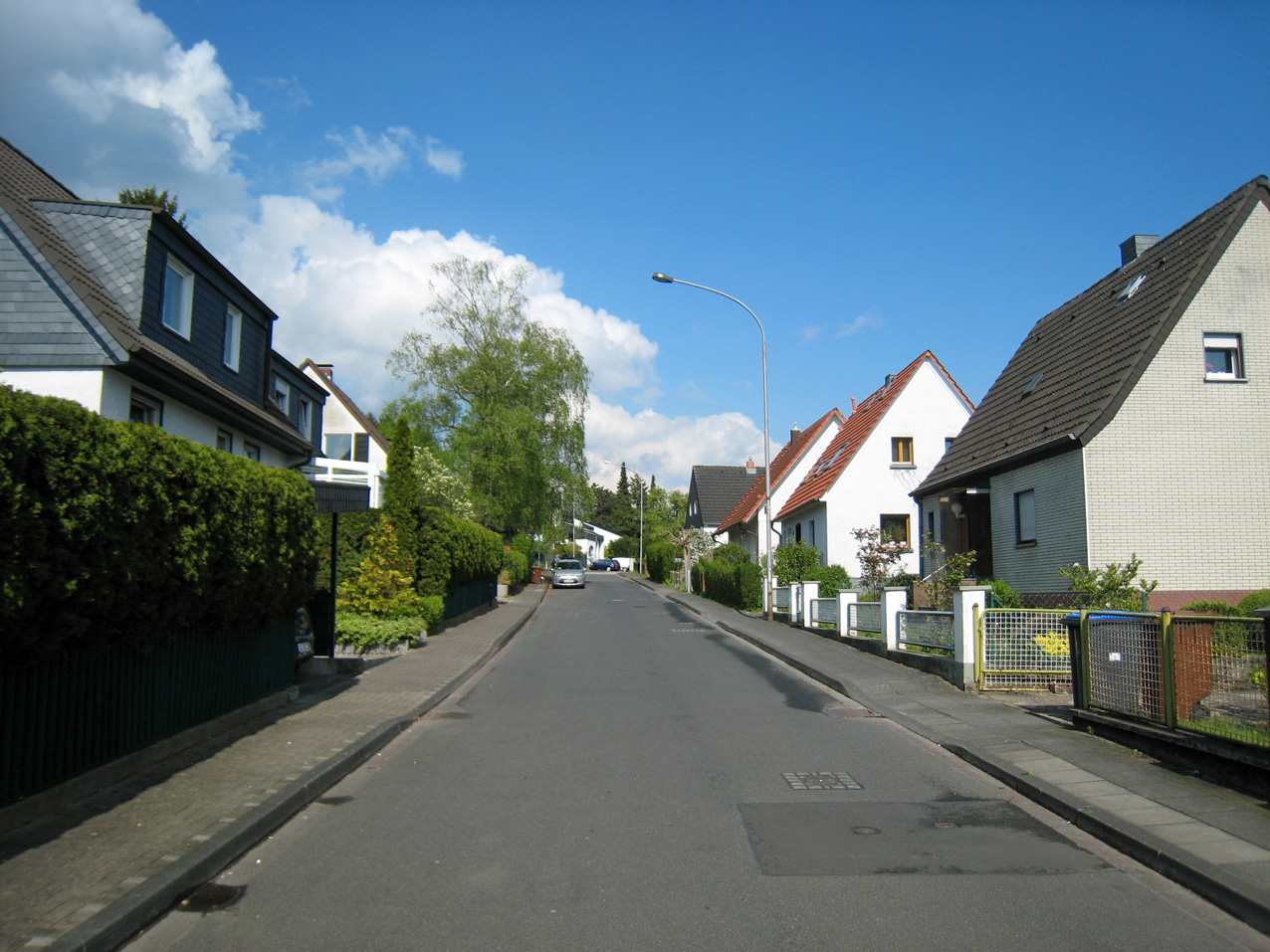
Häuser in Schmitten

Der Siedlungsname Schmitten ist als Gewannenbezeichnung mit An der Schmitten überliefert. Im Urkataster ist die Siedlung südwestlich der Siedlung Kaule verzeichnet. Schmitten ist etymologisch aus dem althochdeutschen „smid“ bzw. dem mittelhochdeutschen „smit“ (= Schmied) hervorgegangen. Es weist damit auf den Standort einer früheren Schmiedewerkstatt hin.